# Imad Garbawi
Imad Garbawi –en árabe, عماد الغرباوي– es un deportista jordano que compitió en atletismo adaptado. Ganó una medalla de plata en los Juegos Paralímpicos de Atlanta 1996 en la prueba de lanzamiento de disco (clase F52).

## Palmarés internacional
| Juegos Paralímpicos | Juegos Paralímpicos      | Juegos Paralímpicos | Juegos Paralímpicos |
| Año                 | Lugar                    | Medalla             | Prueba              |
| ------------------- | ------------------------ | ------------------- | ------------------- |
| 1996                | Atlanta (Estados Unidos) | Medalla de plata    | Disco F52           |